# زيارة (سمعان)
زيارة  قرية سوريّة تتبع إداريّاً لمحافظة حلب منطقة جبل سمعان ناحية زمار، بلغ تعداد سكانها 1,288 نسمة حسب التعداد السكاني لعام 2004.